# Рахман, Лесли
Лесли Рахман (нидерл. Lesley Rahman), или Лесли Пол Рахман (нидерл. Lesley Paul Rahman; 24 сентября 1954, Аруба, Кюрасао и зависимые территории — 8 декабря 1982, Парамарибо, Суринам) — суринамский журналист креольского происхождения. Жертва Декабрьских убийств.

## Биография
Лесли Пол Рахман родился на Арубе 24 сентября 1954 года. Он является пятым ребенком в многодетной семье владельца строительной компании и домохозяйки. Обучался в школе Зинниасхол в Парамарибо, затем в лицее. В тринадцатилетнем возрасте потерял отца, который утонул на рыбалке. Рахман обладал острым умом и аналитическими способностями, помогавшими ему в журналистской деятельности. Он был скромным, мало говорил и много писал. В девятнадцать лет имел контакты с суринамским левым движением. Рахман был активным участником Демократического фронта и Федерации бедных фермеров. Вместе с Фредди Дерби он был лидером студенческого союза Конфедерация C47. Рахман боролся за права человека — свободу слова и свободу собраний и ассоциаций, стоял за соблюдение социальных и экономических прав граждан. Он выступал за этническую общность суринамцев, независимо от их расового происхождения и религиозных убеждений.
Рахман не принял военный переворот в Суринаме 1980 года. В Парамарибо он работал корреспондентом газеты «Де Варе Тейд» и писал критические статьи в адрес военного режима. Его неудобные вопросы на пресс-конференции главе этого режима Баутерсе и статья «Восстановление верховенства права: арест Брэма Бера, как доказательство обратного» фактически подписали ему приговор. Он также выступил против созданной путчистами Ассоциации прогрессивных работников средств массовой информации (V.P.M.), целью которой была попытка властей контролировать деятельность журналистов.
8 декабря 1982 Рахман был схвачен военными в своем доме и доставлен в тюрьму в Форт-Зеландия, где его подвергли жестоким пыткам и в тот же день убили, вместе с четырнадцатью другими гражданами, находившимися в оппозиции к военному режиму. На выданном родственникам теле были следы от пыток и многочисленные пулевые ранения. 13 декабря 1982 года Рахман был похоронен на кладбище Мариусрест в Парамарибо.